# Championnat d'Allemagne de football 1930-1931
Navigation
Meisterschaft
(Verbandsligen)
1929-1930 Meisterschaft
(Verbandsligen)
1931-1932
La saison 1930-1931 du Championnat d'Allemagne de football était la 24e édition du premier niveau du football allemand.
Seize clubs participent à la compétition nationale, il s'agit des champions et vice-champion des 7 fédérations régionales d'Allemagne, les fédérations du Sud et de l'Ouest ont un troisième participant issue d'un barrage de qualification. Le championnat national est disputé sous forme de coupe à élimination directe.
Le Hertha Berlin, champion d'Allemagne en titre, remporte la finale en s'imposant face au TSV Munich 1860. C'est le 2e titre de champion d'Allemagne de son histoire.

## Les 16 clubs participants
- Baltique : VfB Königsberg - Prussia Samland
- Brandebourg : Tennis Borussia Berlin - Hertha Berlin
- Centre : SpVgg Leipzig - Dresdner SC
- Nord : Hambourg SV - Holstein Kiel
- Sud : SpVgg Fürth - TSV Munich 1860 - Eintracht Francfort
- Sud-Est : VfB Liegnitz - Beuthen 1909
- Ouest : VfB Bielefeld - Fortuna Düsseldorf - MSV Duisbourg

## Compétition
La compétition a lieu sous forme de coupe, avec match simple.

### Premier tour
- Tous les matchs ont eu lieu le 10 mai 1931.

| Équipe 1               | Résultat | Équipe 2                 |
| ---------------------- | -------- | ------------------------ |
| Beuthen 1909           | 0 - 2    | Hambourg SV              |
| Holstein Kiel          | 3 - 2    | Prussia Samland          |
| Fortuna Düsseldorf     | 2 - 3    | Eintracht Francfort a.p. |
| SpVgg Leipzig          | 0 - 3    | SpVgg Fürth              |
| Tennis Borussia Berlin | 6 - 1    | VfB Liegnitz             |
| TSV Munich 1860        | 4 - 1    | MSV Duisbourg            |
| VfB Bielefeld          | 2 - 5    | Hertha Berlin T          |
| VfB Königsberg         | 1 - 8    | Dresdner SC              |

### Quarts de finale
- Tous les matchs ont eu lieu le 17 mai 1931

| Équipe 1        | Résultat | Équipe 2               |
| --------------- | -------- | ---------------------- |
| Dresdner SC     | 3 - 4    | Holstein Kiel          |
| Hambourg SV     | 2 - 0    | Eintracht Francfort    |
| Hertha Berlin T | 3 - 1    | SpVgg Fürth            |
| TSV Munich 1860 | 1 - 0    | Tennis Borussia Berlin |

### Demi-finale
- Tous les matchs ont eu lieu le 31 mai 1931.

| Équipe 1             | Résultat | Équipe 2      |
| -------------------- | -------- | ------------- |
| Hertha Berlin T a.p. | 3 - 2    | Hambourg SV   |
| TSV Munich 1860      | 2 - 0    | Holstein Kiel |

### Finale
| 14 juin 1931 | Hertha Berlin | 3 - 2 | TSV Munich 1860 | Cologne |  |
|              |               |       |                 |         |  |

## Bilan de la saison
| Tableau d'Honneur                   |               |
| Compétition                         | Vainqueur     |
| Championnat d'Allemagne de football | Hertha Berlin |